# François Renaux
François Renaux, né le 3 octobre 1982 à Argentan, est un ancien joueur de basket-ball français.

## Biographie

### Carrière (2000-2011)
Le natif d'Argentan a fait ses débuts dans le monde du basket à Strasbourg. Il intègre l'équipe espoir de Strasbourg IG de 2000 à 2003. A l'intersaison de la saison 2003-2004, François Renaux tente la NM2 avec le club, BCS Kettler-Souffelweyersheim. C'est sa dernière saison en Alsace. Il tourne alors à 14,9 points par match en NM2. La prochaine saison, Renaux est recruté par le club suisse: Lausanne-Morges Basket. Il y reste deux saisons. La dernière saison, il ne joue que six matchs à cause d'une blessure. À la fin de la saison 2005-2006, il rejoint le Limoges CSP dénommé à l'époque Limoges CSP Élite alors en NM1. Toutefois, il ne sera pas qualifié pour les matchs officiels. C'est finalement en Pro B qu'il peut s'exprimer avec le Cercle Saint-Pierre Limoges. De 2006 à 2010, il joue au Limoges CSP, en Pro B. Il connaît deux défaites en finale du championnat de France 2009 et 2010. En 2010, Renaux ne joue plus pour l'équipe professionnel et va rejoindre, la toute nouvelle équipe de NM3 du Limoges CSP qui comprend entre autres, l'ancienne vedette du Limoges CSP, Stéphane Ostrowski. Il joue durant seulement une saison.

### Retraite sportive
À sa retraite, en 2011, François Renaux reste dans le monde du sport en étant chargé de la coordination sportive au Limoges CSP.

## Palmarès
- 2008-2009 : Finaliste du championnat de France Pro B avec Limoges
- 2009-2010 : Finaliste du championnat de France Pro B avec Limoges